# Episodi di American Gods (terza stagione)
La terza stagione ed ultima della serie televisiva American Gods, composta da dieci episodi, è stata trasmessa negli Stati Uniti da Starz, dal 10 gennaio al 21 marzo 2021.
In Italia gli episodi sono stati pubblicati il giorno successivo su Prime Video.
| N. | Titolo originale                | Titolo italiano                 | Prima TV USA     | Pubblicazione Italia |
| -- | ------------------------------- | ------------------------------- | ---------------- | -------------------- |
| 1  | A Winter's Tale                 | Storia d'inverno                | 10 gennaio 2021  | 11 gennaio 2021      |
| 2  | Serious Moonlight               | Un serio chiaro di Luna         | 17 gennaio 2021  | 18 gennaio 2021      |
| 3  | Ashes and Demons                | Ceneri e demoni                 | 24 gennaio 2021  | 25 gennaio 2021      |
| 4  | The Unseen                      | Il non-visto                    | 31 gennaio 2021  | 1º febbraio 2021     |
| 5  | Sister Rising                   | La sorella sorge                | 14 febbraio 2021 | 15 febbraio 2021     |
| 6  | Conscience of the King          | La coscienza del re             | 21 febbraio 2021 | 22 febbraio 2021     |
| 7  | Fire and Ice                    | Fuoco e ghiaccio                | 28 febbraio 2021 | 1º marzo 2021        |
| 8  | The Rapture of Burning          | L'estasi del fuoco              | 7 marzo 2021     | 8 marzo 2021         |
| 9  | The Lake Effect                 | L'effetto del lago              | 14 marzo 2021    | 15 marzo 2021        |
| 10 | Tears of the Wrath-Bearing Tree | Le lacrime dell'albero dell'ira | 21 marzo 2021    | 22 marzo 2021        |

## Storia d'inverno
- Titolo originale: A Winter's Tale
- Diretto da: Jon Amiel
- Scritto da: David Paul Francis

### Trama
Passati alcuni mesi, Shadow si è rifatto una vita a Milwaukee sotto falso nome ma i suoi vecchi guai e suo padre Wednesday lo ritrovano e lo costringono ad andarsene di nuovo; nel frattempo Laura, dopo aver chiesto inutilmente aiuto alla compagna di Baron Samedi, tenta di riportare in vita Sweeney restituendogli la sua moneta e lasciandogli il compito di vendicarsi di Odino. Mr. World, in risposta alle ultime manovre del Padre degli Dei per accaparrarsi nuovi seguaci in vista della ormai prossima guerra, cambia aspetto divenendo Mrs. World e ordina a Tech Boy di convincere definitivamente Bilquis a passare dalla loro parte in modo da poter lanciare il progetto SHARD (che consiste nello sfruttare la tecnologia per annullare la coscienza umana e dominare così il pianeta), ma il tentativo non va a buon fine. Wednesday e Shadow sfuggono a un attacco di un alleato dei Nuovi Dei, Mr. Road, e così giungono alla presenza di Whiskey Jack, un antico dio dei nativi americani che mette in guardia Shadow sul suo destino per poi cacciare malamente Odino; raggiunti dalla nuova compagna di viaggio di Wednesday, Cordelia, padre e figlio si separano ma Shadow viene costretto a recarsi nella città dove Odino lo attende, Lakeside. Giunto alla casa che Wednesday ha affittato per lui, tuttavia, Shadow sente puntarsi alle spalle un fucile.

## Un serio chiaro di Luna
- Titolo originale: Serious Moonlight
- Diretto da: Julian Holmes
- Scritto da: Moises Verneau

### Trama
1690, territori del Wisconsin. Una tribù di nativi viene brutalmente massacrata dagli invasori francesi e tedeschi, che come ulteriore sfregio gettano nel fiume il vessillo del dio Inaemehkiwok, il grande uccello del fulmine il cui volo aveva oscurato la vallata, per poi compiere un sacrificio ai loro dei.
Shadow scopre che la sua assalitrice è l'amministratrice del condominio dove Wednesday gli ha affittato un locale e, dopo essere entrato in casa, ha una visione di sé bambino e la dea Yemoja. Nel frattempo Bilquis ha un rapporto con un uomo di nome Bill Sanders, ma dopo averlo assorbito dentro di sé ha un malore. Shadow riceve quindi l'invito a partecipare alla veglia funebre in onore di Zorya Vechernyaya mentre Odino visita l'amico fraterno Tyr (il dottor Tyreel, dentista) per un prestito, che gli viene accordato. Salim intanto torna al Cairo per trovare Jinn, ma su consiglio di Ibis decide di seguire quest'ultimo alla veglia per riuscirci. Alla veglia Chernobog, dopo le solite scaramucce con Shadow, viene convinto da Wednesday a schierarsi con lui assieme alle altre divinità slave, mentre Shadow stesso riceve una profezia da Zorya Polunochnaya per poi parlare con Cordelia, con la quale si scambiano i recapiti per ogni evenienza. Tornato a Lakeside Shadow deve scagionarsi dai sospetti che lo vedrebbero coinvolto nella sparizione di una ragazza del luogo e, dopo aver avuto un'altra visione mentre raccoglie la legna per il caminetto e aver avuto modo di conoscere meglio l'amministratrice, sulla città si rivede l'ombra di Inaemehkiwok.

## Ceneri e demoni
- Titolo originale: Ashes and Demons
- Diretto da: Thomas Carter
- Scritto da: Anne Kenney

### Trama
1765, Pennsylvania occidentale. Una povera contadina compie un sacrificio alla dea Demetra perché renda fertili i suoi campi e la divinità, apparendo dinnanzi a lei, accoglie la sua preghiera.
Mentre Lakeside è ancora in subbuglio per la scomparsa della ragazza, Laura si ritrova in Purgatorio dove viene costretta a rivedere il filmino della sua vita e a riconoscere che non fu lei la causa del divorzio dei suoi genitori né dei problemi della sua vita adulta ma il contrario. Wednesday, intanto, si reca all'istituto psichiatrico dove si trova Demetra e grazie a Cordelia ottiene i documenti per chiederne l'affidamento spacciandosi per suo marito, ma la dea delle messi gli rivela di aver capito che si trova lì solo per mettere le mani sul suo patrimonio e finanziare così la sua guerra. Shadow, dopo una nuova visione, chiede a suo padre l'indirizzo di Bilquis per avere delle risposte e, dopo aver aiutato con le ricerche tramite i suoi poteri, arriva all'appartamento della dea africana, che poco prima era stato preso d'assalto: Shadow infatti trova la stanza sottosopra e Technical Boy in strane condizioni.

## Il non-visto
- Titolo originale: The Unseen
- Diretto da: Eva Sørhaug
- Scritto da: Nick Gillie

### Trama
Gli schiavi nelle piantagioni di cotone dell'America dei primi anni trovano conforto nella preghiera alle tre antiche divinità Orisha Oshun, Yemoja e Aye.
Shadow malmena Technical Boy per farsi rivelare dove ha portato Bilquis e insieme scoprono il telefono che Sanders (titolare della Levitech, azienda di cui i Nuovi Dèi hanno deciso di servirsi per il progetto SHARD) aveva lasciato nell'appartamento della dea, decidendo quindi di trovare la sua posizione seguendo la scorta della figlia del magnate e riuscendo a catturare uno dei tirapiedi per farsene rivelare la posizione. Mr. World ritorna al suo vecchio aspetto per recarsi personalmente a trattare con Bilquis mentre Laura ritorna in vita quando il guardiano del cimitero dove ha portato Sweeney fa sì che i suoi resti si mescolino con la pozione che le aveva dato Baron Samedi e con il sangue di Sweeney, decidendo poi di tornare a Cairo con le ceneri del leprecauno. Wednesday e Cordelia, intanto, mettono su un piano per poter liberare Demetra ma il padre degli dei perde il senno dopo essere stato coinvolto nell'esplosione di un bar provocata dal cantante di una band metal con cui si era messo d'accordo per farsi nuovi seguaci: Cordelia avverte Shadow, il quale però decide di proseguire per il momento nella sua missione. Intanto Bilquis rifiuta l'offerta di Mr. World e, dopo aver avuto una visione di Oshun, ritorna alla sua precedente convinzione mentale.

## La sorella sorge
- Titolo originale: Sister Rising
- Diretto da: Nick Copus
- Scritto da: Damian Kindler

### Trama
Bilquis riesce a liberarsi dalla prigionia dopo un lungo colloquio mistico con una dea africana: si risveglia dalla stato catatonico ed elimina tutti gli aguzzini utilizzando poteri nuovi coi quali immerge tutti nell'acqua. Giunti sul posto Shadow e Technical Boy si rendono conto che la donna non aveva bisogno di essere salvata: Technical Boy scappa in preda a una crisi d'identità, mentre Shadow apprende da un'illuminata Bilquis le lezioni di scopo, destino e identità. Nel frattempo, per provare a liberare Demetra dall'ospedale psichiatrico, Wednesday chiede a un riluttante Shadow di aiutarlo in una nuova truffa. Con l'aiuto di Cordelia, Shadow riesce a sottrarre la valigetta del direttore dell'ospedale psichiatrico, ricattandolo di divulgare i suoi dati compromettenti se non dimette la stessa Demetra entro due giorni e se non trasferisce su un conto di loro scelta 100000 $ che l'uomo nasconde in un conto alle Cayman. Durante il trascorrere dei due giorni, in cui Wednesday proverà a convincere Demetra a fidarsi di lui, Shadow fa ritorno a Lakeside dove con enorme stupore viene raggiunto da una rediviva Laura.

## La coscienza del re
- Titolo originale: Conscience of the King
- Diretto da: Mark Tinker
- Scritto da: Aric Avelino

### Trama
Dopo un breve e inutile colloquio in cui Laura cerca di convincere Shadow a farsi dire dove si trovi Wednesday per avere la sua vendetta, Shadow continua ad ambientarsi sempre di più a Lakeside e a stringere il suo rapporto con Marguerite, la sua vicina di casa. Una sera, invitato a cena da quest'ultima, scopre che la sua sorellastra è Sam Blackrow, una camionista che in passato gli ha dato un passaggio e che conosce la reale identità di Shadow, che però decide di non rivelare alla sorellastra a patto che quest'ultimo la tratti bene. Inevitabilmente questo fa riaffiorare ricordi sul passato di Shadow.
Wednesday, intanto, cerca di far leva su Demetra con una rappresentazione artistica con ombre cinesi che racconta di come in passato lui e il suo amico fraterno Tyr fossero due ufficiali durante la guerra di secessione, entrambi innamorati di una giovane Demetra. Demetra scelse l'amore di Odino che, seppur molto forte, venne meno con la morte prematura della loro primogenita. Ciò spinse Odino alla ricerca di nuove guerre e Demetra tra le braccia e il conforto di Tyr. Al termine della rappresentazione, Demetra scambia un rapido colloquio con Wednesday e Tyr (giunto lì per salutarla), dove nonostante la dea rinfacci a Wednesday di essersi comportato male con lei, lo sceglie nuovamente e concede di andare via dall'ospedale insieme a lui. Ma all'ultimo momento Demetra si dissolve nell'aria, probabilmente ricongiungendosi alla sua essenza di dea della Natura, lasciando un sorpreso e triste Wednesday.
Dopo il ricongiungimento tra Mr. World e Technical Boy (quest'ultimo ignaro che Mr. World possegga in segreto il cosiddetto Artefatto 1, oggetto necessario a Technical Boy per ripristinare a piena potenza il suo sistema operativo), Mr. World viene a sapere con una strana telefonata che Laura Moon sta cercando vendetta contro Wednesday. Così, avendo un nemico in comune, entra in contatto con lei.

## Fuoco e ghiaccio
- Titolo originale: Fire and Ice
- Diretto da: Rachel Goldberg
- Scritto da: Anne Kenney e David Paul Francis

### Trama
Dopo un rituale, Bilquis ha delle visioni che la portano a una festa della comunità afroamericana. Lí fa conoscenza con l'ostetrica di Shadow che fa un'importante rivelazione: Bilquis dovrà trovare “l'altro”, ovvero l'altra metà di Shadow fondamentale per la sopravvivenza di tutti.
Dopo aver perso a sorpresa Demetra, Wednesday e Cordelia sono in auto quando accade un evento inspiegabile: dal cielo piove un cadavere carbonizzato di un uomo. Wednesday capisce subito di cosa si tratta, ma per calmare un'incredula Cordelia è costretto a rivelarle tutto della sua natura, di chi lui sia e che gli dei esistono e camminano in mezzo a loro. Wednesday è perseguitato da Johann (il cantante metal di cui ha tradito la fiducia in precedenza), che si è tramutato in un berserker, un potente spirito demoniaco che sta uccidendo i suoi seguaci.
Laura Moon trova un accordo con Mr. World e i nuovi dei: sarà lei a uccidere Wednesday in modo che non si crei il pretesto di una guerra diplomatica tra dei ma che sia vista solo come una ritorsione personale. In cambio, Mr. World garantirà protezione a lei, Salim, Shadow e a tutti i suoi amici. Pena dell'accordo in caso di fallimento? La morte di Laura, che si dirige ora a recuperare in qualche modo la lancia di Odino grazie all'aiuto di Mr. World.
A Lakeside, dopo aver appurato che il barista Derek è solo un “ladro di mutandine” asociale ma non responsabile della sparizione della ragazza scomparsa, Shadow approfondisce sempre di più la sua relazione con Marguerite: la ragazza lo porta al lago per imparare a pattinare e lì Shadow ha una visione di una strana moneta. La sera Shadow esaudisce il desiderio di Marguerite che desiderava la neve facendo effettivamente nevicare (come ha fatto in passato su suggerimento di Wednesday) e vanno finalmente a letto insieme.
Il berserker cerca di eliminare Tyr (l'amico fraterno di Wednesday), ma quando Wednesday giunge allo studio dentale di Tyr, trova il cadavere di Johann con un messaggio di Tyr che gli dice di recarsi “alla tana del lupo col suo figlio prediletto”. Si scopre quindi che Tyr è in realtà l'artefice di tutti quegli omicidi e tende una trappola a Wednesday: rapisce Shadow con un inganno e si dirige con lui verso una destinazione ignota.

## L'estasi del fuoco
- Titolo originale: The Rapture of Burning
- Diretto da: Tim Southam
- Scritto da: Holly Moyer

### Trama
Tyr droga e conduce Shadow alla "Tana del lupo", ovvero all'interno di un museo archeologico, dove gli spiega che è stato lui a uccidere i seguaci di Wednesday come atto di vendetta contro suo padre Odino meditato per secoli. Nel passato antico, infatti, Loki (figlio di Odino) creò Fenrir, un lupo col quale sottopose Odino a una prova di coraggio: mettere la sua mano tra le fauci del lupo. Odino si rifiutò per codardia e fu Tyr a dimostrare il suo coraggio, perdendo però la mano tra le fauci del lupo. Wednesday raggiunge i due in questo luogo e ingaggia una sanguinosa lotta "all'antica" in una dimensione norreno parallela. Con l'ausilio di Shadow, Wednesday uccide in battaglia il suo amico fraterno Tyr e, tornati alla dimensione reale, elimina il corpo dell'amico con un rituale, per poi sparire anch'egli (lasciando Shadow da solo e col compito di occuparsi della sua auto).
Technical Boy viene imprigionato da Mr. World nella maschera cibernetica dove, parlando col suo subconscio sotto forma di Bilquis, riesce a capire che deve liberarsi, ritrovare fiducia in sé stesso e come trovare l'Artefatto 1 col quale ripararsi definitivamente dalla sua ossessione a seguito del suo contatto con la stessa Bilquis.
Laura e Salim, su suggerimento di Mr. World, giungono al Peacock Inn, un albergo che in passato è stato benedetto e protetto dal dio dell'omosessualità. Lì Laura conosce Doyle, un bartender in realtà leprecauno in pensione, che racconta di come originariamente sia stato contattato da Wednesday (prima che quest'ultimo assoldasse Mad Sweenie) per ucciderla e che, al suo rifiuto, è stato privato della sua moneta fortunata e dei suoi poteri. Laura si offre di dargli per sempre la moneta di Mad Sweenie per far sì che in cambio lui possa andare nell'orda e riportare Gungnir, la lancia di Odino che è l'unica cosa che può ucciderlo. Nell'attesa, il soggiorno di Laura e Salim all'albergo è occasione simbolica per dimenticare e rinascere per entrambi: Salim partecipa a un gay party dove ha un rapporto sessuale con un uomo e dimentica definitivamente la sua ossessione per il Jinn (abbandonando il maglione e recuperando anche la sua fede islamica) e Laura si libera delle ceneri di Mad Sweenie in un fiume. All'improvviso, quando le speranze di Laura che si sentiva truffata da Doyle stanno per svanire, il leprecauno riappare con la lancia di Odino che consegna alla ragazza.

## L'effetto del lago
- Titolo originale: The Lake Effect
- Diretto da: Metin Hüseyin
- Scritto da: Laura Pusey e Damian Kindler

### Trama
In possesso di Gungnir, Laura si allena a utilizzare la lancia di Odino e ottiene da Doyle la sua moneta fortunata in prestito, in modo da garantirgli la fortuna necessaria per scagliare la lancia su Wednesday.
Intanto Wednesday e Cordelia si ricongiungono per dirigersi insieme a Chicago, dove ancora una volta Wednesday ha modo di ritrovare il suo alleato Chernobog e prepararsi ad affrontare la guerra coi Nuovi Dei. Successivamente si incontrano con Mr. World per provare a intavolare una trattativa di pace. Mr. World, però, annuncia che il progetto SHARD per il controllo mentale della popolazione mondiale sta per essere lanciato e offre a Wednesday e ai suoi vecchi Dei due alternative: arrendersi per essere dimenticati e morire in pace oppure combattere ed essere sterminati a uno a uno. Wednesday (e soprattutto Chernobog) di tutta risposta rifiuta e si prepara alla guerra.
A Lakeside Shadow continua a indagare sul caso della ragazza scomparsa, notando che per molti anni tantissime persone sono scomparse sempre sul finire di dicembre. Mentre si trova al Festival del ghiaccio, Shadow ha una visione che gli suggerisce di controllare la "bagnarola", ovvero un'auto da rottamare che ogni anno viene posta sul lago ghiacciato e che è alla base di un gioco d'azzardo tipico della città. Shadow trova il cadavere della ragazza nel bagagliaio dell'auto prima di sprofondare nel lago ghiacciato assieme all'auto e lì sotto ha visioni di decine di anime scomparse che fuoriescono dalle varie "bagnarole" degli anni passati. Al suo risveglio in una vasca di acqua calda, si ritrova a casa di Ann-Marie (il sindaco di Lakeside), in realtà una dea norrena e vecchia conoscenza di Odino che ha commesso quegli omicidi come "sacrifici" per garantire la protezione della città durante gli inverni. Dopo l'arrivo del capo della polizia che spara inutilmente alla dea, è Shadow a ucciderla sgozzandola con il pugnale sacro ritrovato in quell'appartamento con il quale alla dea fu offerto il primo sacrificio nel momento del suo approdo in America. Successivamente, Shadow ha un colloquio con Marguerite che gli annuncia di voler trasferirsi a Milwaukee poiché la speranza di ritrovare suo figlio scomparso (che si è scoperto essere uno dei sacrifici) era l'unica cosa a legarla a Lakeside.
Al termine del colloquio tra Wednesday e Mr. World appare improvvisamente Laura che scaglia Gungnir nel petto di Odino, uccidendolo. Nello stesso momento, i corvi di Odino si manifestano a Shadow che ha un presentimento dell'accaduto.

## Le lacrime dell'albero dell'ira
- Titolo originale: Tears of the Wrath-Bearing Tree
- Diretto da: Russell Lee Fine
- Scritto da: Laura Pusey e Ryan Spencer

### Trama
Mentre Bilquis continua ad avere visioni che le indicano di trovare l'anima gemella di Shadow (che sembra essere la stessa Laura Moon), Shadow viene condotto da Ibis al Motel Centro d'America, una zona franca edificata nel Kansas nel preciso centro geografico degli Stati Uniti d'America, un luogo dove ogni potere degli dei è abolito e non vi è accesso ai mortali se non consentito. Alla base di ciò vi è una riunione tra vecchi e nuovi dei allo scopo di organizzare la veglia funebre per il corpo di Wednesday. Nel motel si trova anche Laura Moon, tenuta nascosta da Mr. World che chiaramente le spiega come sia fondamentale tenere nascosto il suo coinvolgimento nella vicenda che ha portato la stessa Laura all'uccisione di Wednesday per ovvi motivi: giustificare la morte del dio con una vendetta personale della donna ed evitare quindi di scatenare una guerra diplomatica tra nuovi e vecchi dei. Riunitisi intorno alle spoglie del dio norreno, Ibis, Shadow, Czernobog e Cordelia vengono raggiunti da Mr. World che spiega come chiaramente i nuovi dei rispettino la figura di Odino e suggerisce che, come da tradizione norrena, il suo erede debba vendicare il padre uccidendo Laura e, successivamente, lo stesso Odino debba essere sottoposto a una veglia tipica norrena che consiste nell'essere legati per 9 giorni e 9 notti all'albero del mondo Yggdrasil, un rito che a tutti gli effetti corrisponde a una prova di resistenza per gli dei e a morte quasi certa per un mortale. Laura (che di nascosto ascolta tutto nella stanza) viene però tradita da Mr. World e condotta ai vecchi dei per essere giustiziata da Shadow (nonostante lei provi a raccontare la verità, ovvero di essere stata aiutata dallo stesso Mr. World nell'impresa), ma quest'ultimo si rifiuta di ucciderla e la lascia andare, spiegandole che si sottoporrà al rito della veglia norrena poiché in caso di sopravvivenza potrebbe diventare qualcosa di più di un semplice mortale e ascendere quindi al suo vero destino di dio. Tornata in stanza, Laura viene raggiunta da Bilquis che le annuncia di averla finalmente trovata dopo una lunga ricerca.
Dopo essere preparato al rito dalle Norne - sotto lo sguardo di Cordelia, Ibis e Czernobog - Shadow viene legato a Yggdrasil dove inizia a sperimentare per giorni supplizi fisici e una serie di visioni di sé stesso, una delle quali lo vede su un aeroplano con Wednesday in una sorta di limbo "tra la vita e la morte". Lì discutono del potere e sulla brama dello stesso, oltre al fatto che Wednesday non si vergogni di ciò che ha fatto laddove Shadow invece non accetta la realtà dei fatti. È proprio qui che si scoprono le carte sul tavolo: Wednesday aveva bisogno di un martire, un sacrificio, e Shadow gli è stato utile alla causa. Wednesday infine abbandona l'aeroplano e Shadow viene inghiottito definitivamente da Yggdrasil. In quello stesso momento, il cielo si oscura, il corpo di Wednesday svanisce sotto il lenzuolo e Czernobog si chiede se questa sia la fine dei vecchi dei. Ibis si chiede se non sia qualcosa di peggio.
Altrove, dopo esseri liberato, Technical Boy riesce a raggiungere lo Shard (che si rivela essere il famigerato Artefatto 1) e lo afferra: dopo aver sperimentato una serie di strane visioni, viene raggiunto e imprigionato da Mr. World che gli spiega come il ragazzo non abbia la minima idea di quanto sia importante: egli è in realtà il dio dell'innovazione e rappresenta il ponte tra i vecchi dei e quelli nuovi, oltre a essere probabilmente il più importante di tutti in quanto si è sempre evoluto nel corso del tempo con l'evolversi progressivo della tecnologia stessa, dimenticando progressivamente chi fosse in realtà e quali origine avesse.